# Bia (Cameroun)
Pour les articles homonymes, voir Bia.
Bia est une localité du Cameroun située dans la commune de Kolofata, le département du Mayo-Sava et la région de l'Extrême-Nord, à 12 km de la frontière avec le Nigeria, sur la route reliant Gancé à Limani.

## Population
En 1966-1967, le village comptait 963 habitants, pour la plupart Kanouri, Mafa ou Arabes Choa.
Lors du recensement de 2005, la population des hameaux de Bia était la suivante : Bia Blabline (232 habitants), Bia Blama Déri (91) et Bia Blama Mataba (834).

## Histoire
Dans la nuit du 16 au 17 avril 2015, Bia est frappé par une attaque terroriste de Boko Haram : les assaillants tuent 16 personnes – majoritairement des Kanouri – et incendient près de 300 cases, avant de s'enfuir en emportant des centaines de bœufs, de moutons et de chèvres, dont une partie sera récupérée par les hommes du BIR (Bataillon d'intervention rapide).